# Matman
Matman är ett distrikt i Myanmar.   Det ligger i regionen Shanstaten, i den östra delen av landet, 400 km nordost om huvudstaden Naypyidaw.